# Souviens-toi… l'été dernier (série de films)
Pour les articles homonymes, voir Souviens-toi (homonymie).
 Pour plus de détails, voir Fiche technique et Distribution
Souviens-toi… l'été dernier ou Le Pacte du Silence au Québec (I Know What You Did Last Summer) est une série de films d'horreur américains composés de quatre films. Le premier s'inspire en partie du roman Comme en un mauvais rêve de Lois Duncan publié en 1973.
Le premier film est réalisé par Jim Gillespie, le deuxième par Danny Cannon, le troisième par Sylvain White et le quatrième par Jennifer Kaytin Robinson. Le scénario du premier film est écrit par Kevin Williamson, qui avait déjà écrit un autre slasher à succès : Scream de Wes Craven sorti en 1996. Trey Callaway écrira le deuxième opus, Michael D. Weiss le troisième opus et Sam Lansky le quatrième et dernier opus.
Cette franchise horrifique a engrangé au box-office un total s'élevant à plus de 200 millions de dollars à travers le monde, rien qu'avec les deux premiers films.
En 2021, la franchise s'étend à la télévision avec le lancement de la série télévisée Souviens-toi… l'été dernier, diffusée sur Prime Video.
Un 4e long métrage, réalisé par Jennifer Kaytin Robinson, est sortie à l'été 2025. Au milieu des années 2010, Mike Flanagan avait déjà travaillé sur une nouvelle version pour relancer la franchise au cinéma. Jennifer Love Hewitt et Freddie Prinze Jr. y reprennent leur rôle de Julie James et Ray Bronson, présent dans les deux premiers volets de la saga.

## Synopsis
Souviens-toi… l'été dernier
Le soir du 4 juillet 1996, jour de la fête nationale américaine, quatre adolescents de Southport — Julie James, Ray Bronson, Helen Shivers et Barry Cox — fêtent la fin de leurs études secondaires. Cependant, sur la route, ils renversent accidentellement un homme. Paniqués à l'idée d'avoir tué un homme et compromis leur avenir, ils se débarrassent du corps en se promettant de garder le secret. Un an plus tard, les quatre jeunes gens vivent encore très mal le drame. Leur amitié est brisée, ils sont séparés et n'osent plus s'adresser la parole. Après une année chaotique à l'université, Julie James est de retour à Southport. Elle reçoit une lettre annonçant : « Je sais ce que tu as fait l'été dernier ». Les quatre amis vont alors être confrontés tour à tour à des événements terrifiants. Ils sont visés par un mystérieux inconnu qui, vraisemblablement, sait ce qu'ils ont fait. Ne pouvant raconter leur calvaire à la police, ils tentent de rester soudés face à la menace qui se rapproche de jour en jour.
Souviens-toi… l'été dernier 2
Un an après les terribles meurtres, Julie a toujours peur du retour du tueur au crochet. Un jour, Karla Wilson, sa nouvelle amie, gagne quatre places pour un week-end aux Bahamas en répondant à un jeu. Karla invite alors son petit ami Tyrell, Julie et Will — un garçon amoureux de Julie. Julie voulait inviter son petit ami Ray Bronson, lui aussi rescapé des attaques de l'année précédente, mais il a un empêchement. Dans la nuit, Ray et son ami Dave aperçoivent un corps sur la route, mais ce n'est qu'un mannequin. Un pêcheur armé d'un crochet (apparemment le même qu'il y a un an) arrive et tue Dave.
Souviens-toi… l'été dernier 3
En 2005, Amber Williams se rend dans une fête foraine avec son petit ami Colby Patterson et leurs amis Zoe, P. J. et Roger. Après une mauvaise blague de Roger, P. J. est accidentellement tué. Les quatre amis décident alors de taire ce tragique événement, au risque de voir leur amitié prendre fin. Un an après, Amber découvre avec stupeur et tristesse que Colby ne poursuit plus ses études à la fac et préfère reprendre son travail de maître-nageur. Plus tard, Amber découvre 50 nouveaux messages laissés sur son portable. Ils disent tous « Je sais ce que tu as fait l'été dernier ». Elle rend alors visite à Zoe, avec qui elle avait coupé tout contact depuis l'accident. Zoe, qui n'a pas apprécié cette éloignement, semble s'en moquer. Le lendemain, les deux femmes partent à la recherche de Roger.
Souviens-toi… l'été dernier (2025)
Le 4 juillet 2024 à Southport, cinq amis causent involontairement un accident de voiture mortel. Ils décident de dissimuler leur implication et concluent un pacte pour garder le secret plutôt que de faire face aux conséquences de ce terrible évènement. Un an plus tard, leur passé revient les hanter et ils sont confrontés à une terrible vérité : quelqu'un sait ce qu'ils ont fait l'été dernier... et est déterminé à se venger. Traqués un à un par un mystérieux tueur, ils découvrent que cela s'est déjà produit auparavant et se tournent vers deux survivants du terrible massacre de Southport de 1997 dans l’espoir d’obtenir leur aide.

## Fiche technique
|                            | Souviens-toi… l'été dernier (1997)     | Souviens-toi… l'été dernier 2 (1998)                     | Souviens-toi… l'été dernier 3 (2006)                 | Souviens-toi… l'été dernier (2025) |
| -------------------------- | -------------------------------------- | -------------------------------------------------------- | ---------------------------------------------------- | ---------------------------------- |
| Titres québécois           | Le Pacte du Silence                    | L'Autre Pacte du silence                                 | Le Pacte du silence : Jusqu’à la mort                | Le Pacte du Silence                |
| Titres originaux           | I Know What You Did Last Summer        | I Still Know What You Did Last Summer                    | I'll Always Know What You Did Last Summer            | I Know What You Did Last Summer    |
| Réalisateurs               | Jim Gillespie                          | Danny Cannon                                             | Sylvain White                                        | Jennifer Kaytin Robinson           |
| Producteurs                | Stokely ChaffinErik FeigNeal H. Moritz | William S. BeasleyStokely ChaffinErik FeigNeal H. Moritz | Amanda CohenErik FeigNeal H. Moritz                  | Neal H. MoritzJackie Shenoo        |
| Scénaristes                | Kevin Williamson                       | Trey Callaway                                            | Michael D. Weiss                                     | Sam LanskyJennifer Kaytin Robinson |
| Montage                    | Steve Mirkovich (de)                   | Peck Prior                                               | David Checel                                         | Saira Haider                       |
| Musique                    | John Debney                            | John Frizzell                                            | Justin Caine Burnett                                 | Chanda Dancy                       |
| Sociétés de production     | Mandalay Entertainment                 | Mandalay Entertainment                                   | Mandalay EntertainmentOriginal FilmDestination Films | Original FilmColumbia Pictures     |
| Sociétés de distribution   | Columbia Pictures                      | Columbia Pictures                                        | Sony Pictures Home Entertainment                     | Sony Pictures Releasing            |
| Durée                      | 100 minutes                            | 100 minutes                                              | 92 minutes                                           | 111 minutes                        |
| Budget                     | 17 000 000 $                           | 24 000 000 $                                             | NC                                                   | 18 000 000 $                       |
| Pays de production         | États-Unis                             | États-Unis                                               | États-Unis                                           | États-Unis                         |
| Genre                      | horreur slasher                        | horreur slasher                                          | horreur slasher                                      | horreur slasher                    |
| Dates de sortie États-Unis | 17 octobre 1997                        | 13 novembre 1998                                         | 22 août 2006 (DTV)                                   | 18 juillet 2025                    |
| Dates de sortie France     | 28 janvier 1998                        | 13 janvier 1999                                          | 21 juin 2006 (DTV)                                   | 16 juillet 2025                    |

## Distribution
| Personnages             | Films                              | Films                                | Films                                | Films                              |
| Personnages             | Souviens-toi… l'été dernier (1997) | Souviens-toi… l'été dernier 2 (1998) | Souviens-toi… l'été dernier 3 (2006) | Souviens-toi… l'été dernier (2025) |
| ----------------------- | ---------------------------------- | ------------------------------------ | ------------------------------------ | ---------------------------------- |
| Ben Willis / le pêcheur | Muse Watson                        | Muse Watson                          | Don Shanks                           |                                    |
| Julie James (en)        | Jennifer Love Hewitt               | Jennifer Love Hewitt                 |                                      | Jennifer Love Hewitt               |
| Ray Bronson             | Freddie Prinze Jr.                 | Freddie Prinze Jr.                   |                                      | Freddie Prinze Jr.                 |
| Helen Shivers (en)      | Sarah Michelle Gellar              |                                      |                                      | Sarah Michelle Gellar              |
| Barry William Cox       | Ryan Phillippe                     |                                      |                                      |                                    |
| Max Neurick             | Johnny Galecki                     |                                      |                                      |                                    |
| Elsa Shivers            | Bridgette Wilson-Sampras           |                                      |                                      |                                    |
| Karla Wilson            |                                    | Brandy Norwood                       |                                      | Brandy Norwood                     |
| Tyrell                  |                                    | Mekhi Phifer                         |                                      |                                    |
| Nancy                   |                                    | Jennifer Esposito                    |                                      |                                    |
| Estes                   |                                    | Bill Cobbs                           |                                      |                                    |
| Will Benson             |                                    | Matthew Settle                       |                                      |                                    |
| M. Brooks               |                                    | Jeffrey Combs                        |                                      |                                    |
| Titus                   |                                    | Jack Black                           |                                      |                                    |
| Zoe Warner              |                                    |                                      | Torrey DeVitto                       |                                    |
| Colby Patterson         |                                    |                                      | David Paetkau                        |                                    |
| Roger Pack              |                                    |                                      | Seth Packard                         |                                    |
| le shérif Paul Davis    |                                    |                                      | Michael Flynn                        |                                    |
| l'adjoint John Hafner   |                                    |                                      | K. C. Clyde                          |                                    |
| Paul "P. J." Davis Jr.  |                                    |                                      | Clay Taylor                          |                                    |
| Danica Richards         |                                    |                                      |                                      | Madelyn Cline                      |
| Ava Brucks              |                                    |                                      |                                      | Chase Sui Wonders                  |
| Milo Griffin            |                                    |                                      |                                      | Jonah Hauer-King                   |
| Teddy Spencer           |                                    |                                      |                                      | Tyriq Withers                      |
| Stevie Ward             |                                    |                                      |                                      | Sarah Pidgeon                      |

## Chronologie
Première ligne chronologique
| Souviens-toi… l'été dernier (1997) | Souviens-toi… l'été dernier (1997) | Souviens-toi… l'été dernier (1997) | Souviens-toi… l'été dernier (1997) | Souviens-toi… l'été dernier (1997) | Souviens-toi… l'été dernier (1997) |  |  | Souviens-toi… l'été dernier 2 | Souviens-toi… l'été dernier 2 | Souviens-toi… l'été dernier 2 | Souviens-toi… l'été dernier 2 | Souviens-toi… l'été dernier 2 | Souviens-toi… l'été dernier 2 |  |  | Souviens-toi… l'été dernier 3 | Souviens-toi… l'été dernier 3 | Souviens-toi… l'été dernier 3 | Souviens-toi… l'été dernier 3 | Souviens-toi… l'été dernier 3 | Souviens-toi… l'été dernier 3 |
| Souviens-toi… l'été dernier (1997) | Souviens-toi… l'été dernier (1997) | Souviens-toi… l'été dernier (1997) | Souviens-toi… l'été dernier (1997) | Souviens-toi… l'été dernier (1997) | Souviens-toi… l'été dernier (1997) |  |  | Souviens-toi… l'été dernier 2 | Souviens-toi… l'été dernier 2 | Souviens-toi… l'été dernier 2 | Souviens-toi… l'été dernier 2 | Souviens-toi… l'été dernier 2 | Souviens-toi… l'été dernier 2 |  |  | Souviens-toi… l'été dernier 3 | Souviens-toi… l'été dernier 3 | Souviens-toi… l'été dernier 3 | Souviens-toi… l'été dernier 3 | Souviens-toi… l'été dernier 3 | Souviens-toi… l'été dernier 3 |

Deuxième ligne chronologique
| Souviens-toi… l'été dernier (1997) | Souviens-toi… l'été dernier (1997) | Souviens-toi… l'été dernier (1997) | Souviens-toi… l'été dernier (1997) | Souviens-toi… l'été dernier (1997) | Souviens-toi… l'été dernier (1997) |  |  | Souviens-toi… l'été dernier 2 | Souviens-toi… l'été dernier 2 | Souviens-toi… l'été dernier 2 | Souviens-toi… l'été dernier 2 | Souviens-toi… l'été dernier 2 | Souviens-toi… l'été dernier 2 |  |  | Souviens-toi… l'été dernier (2025) | Souviens-toi… l'été dernier (2025) | Souviens-toi… l'été dernier (2025) | Souviens-toi… l'été dernier (2025) | Souviens-toi… l'été dernier (2025) | Souviens-toi… l'été dernier (2025) |
| Souviens-toi… l'été dernier (1997) | Souviens-toi… l'été dernier (1997) | Souviens-toi… l'été dernier (1997) | Souviens-toi… l'été dernier (1997) | Souviens-toi… l'été dernier (1997) | Souviens-toi… l'été dernier (1997) |  |  | Souviens-toi… l'été dernier 2 | Souviens-toi… l'été dernier 2 | Souviens-toi… l'été dernier 2 | Souviens-toi… l'été dernier 2 | Souviens-toi… l'été dernier 2 | Souviens-toi… l'été dernier 2 |  |  | Souviens-toi… l'été dernier (2025) | Souviens-toi… l'été dernier (2025) | Souviens-toi… l'été dernier (2025) | Souviens-toi… l'été dernier (2025) | Souviens-toi… l'été dernier (2025) | Souviens-toi… l'été dernier (2025) |

## Accueil

### Critique
| Film                          | Rotten Tomatoes    | Metacritic            | AlloCiné             |
| ----------------------------- | ------------------ | --------------------- | -------------------- |
| Souviens-toi… l'été dernier   | 43% (68 critiques) | 52⁄100 (17 critiques) | NC                   |
| Souviens-toi… l'été dernier 2 | 7% (57 critiques)  | 21⁄100 (19 critiques) | 2,6⁄5 (11 critiques) |
| Souviens-toi… l'été dernier 3 | 0% (6 critiques)   | NC                    | NC                   |

### Box-office
Les deux premiers films, sortis au cinéma, récoltent plus de 200 millions au box-office mondial. Souviens-toi… l'été dernier 3 sort directement en vidéo en 2006.
| Film                          | Année  | Recettes au box-office | Recettes au box-office | Recettes au box-office | Entrées France | Budget       | Références |
| Film                          | Année  | États-Unis Canada      | Autres territoires     | Mondial                | Entrées France | Budget       | Références |
| ----------------------------- | ------ | ---------------------- | ---------------------- | ---------------------- | -------------- | ------------ | ---------- |
| Souviens-toi… l'été dernier   | 1997   | 72 586 134 $           | 53 000 000 $           | 125 586 134 $          | 1 274 890      | 17 000 000 $ | ,          |
| Souviens-toi… l'été dernier 2 | 1998   | 40 002 112 $           | 44 000 000 $           | 84 002 112 $           | 1 125 696      | 24 000 000 $ | ,          |
| Totaux                        | Totaux | 112 588 246 $          | 97 000 000 $           | 207 319 076 $          | 2 400 586      | 41 000 000 $ | [ 13 ]     |

## Série télévisée
En juillet 2019, il est annoncé qu'Amazon va développer une adaptation en série télévisée, avec Neal H. Moritz et James Wan à la production et Shay Hatten pour écrire le pilote. En octobre 2020, il est confirmé qu'Amazon a validé le projet. La série, Souviens-toi... l'été dernier, est diffusée du 15 octobre 2021 au 12 novembre 2021 sur la plateforme.